# Ferdinande Henriette af Stolberg-Gedern
Grevinde Ferdinande Henriette til Stolberg-Gedern (tysk: Gräfin Ferdinande Henriette zu Stolberg-Gedern) (født 2. oktober 1699, død 31. januar 1750) var en tysk grevinde, der var gift med greve Georg August af Erbach-Schönberg.
Ferdinand Henriette var datter af grev Ludwig Christian til Stolberg-Gedern. Hendes moder var hertuginde Christine af Mecklenburg-Güstrow, datter af hertug Gustav Adolf af Mecklenburg-Güstrow. Hun var således gennem sin moder, der var en søster til kong Frederik 4. af Danmarks første dronning, Louise af Mecklenburg-Güstrow, kusine til Christian 6. af Danmark.
Gennem sin datter Karoline Ernestine var Ferdinande Henriette oldemor til Kong Leopold 1. af Belgien og tipoldemor til Dronning Victoria af Storbritannien.
1. ↑  Navnet er anført på engelsk og stammer fra Wikidata hvor navnet endnu ikke findes på dansk.